# 1993년 세계 박람회 자기부상열차관

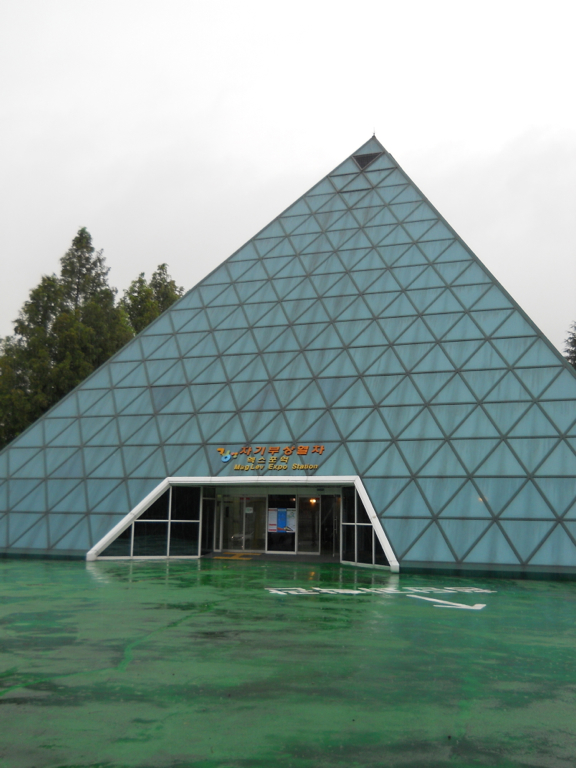
자기부상열차관

1993년 세계 박람회 자기부상열차관은 대전 엑스포 당시 건설된 자기부상열차 탑승관으로서, 상설전시구역 내에 설치된 국내관 중 하나이다.

## 역사

### 1993년 대전엑스포
현대그룹의 계열사인 현대정공이 건립하였다. 동 전시관은 4,790m2의 부지에 건평 1,380m2, 연건평 1,999m2로 건립된 피라미드형 역사와, 560m의 자기부상열차 궤도로 구성되어 있었다. 박람회 기간 중에는 11만 8,622명이 방문하였다.
자기부상열차관에서 관람객들은 대합실을 거쳐 자기부상열차에 탑승해볼 수 있었다. 당시 전시된 자기부상열차는 부상 높이 12mm, 승객 좌석 40석, 길이 17.6m, 폭 3m, 높이 3.8m, 중량 28t의 크기로 지난 1985년 이후 현대정공이 개발한 세 번째 차량이었다. 모델 명은 ‘현대가 개발한 자기부상열차’를 뜻하는 ‘HML-03’이었다. 최고 속도는 시속 150km지만, 전시장 내에서는 편도 560m의 궤도를 시속 50km로 운행했다.

### 리뉴얼
자기부상열차관은 1994년 8월 '엑스피아월드'로 재개장할 당시 테크노피아관, 전기에너지관, 이미지네이션관, 소재관 등과 함께 '미래 기술의 장'이란 테마공간으로 묶여 운영되었다. 그러나 엑스피아월드 자체가 관람객수 감소에 따른 경영난을 겪으면서, 1996년 5월에는 이미 운영사측이 운영비 절감을 위해 운행을 중단하고 방치되던 상태였다.
이후 2005년부터 국립중앙과학관 측에서 이 엑스포 자기부상열차 선로 중 260m 구간을 활용해 중앙과학관과 엑스포과학공원 사이 995m 길이의 구간을 잇는 건설사업을 추진, 2008년 4월 21일에 개통하였다. 자기부상열차 차량 역시 신형 차량인 UTM-02 모델로 교체됐다. 부상 높이 8mm, 승차 인원 100명, 길이 24m(2량 1편성), 폭 2.7m, 높이 3.45m, 공차시 중량 20t의 크기로 현대로템이 개발하였다. 대전 엑스포 당시의 모델이 1량 1편성이었던 것에 비해, 신형 차량은 2량 1편성으로 구성되었다. 개통 이후 1년여간 시험운행을 진행하다가 2009년 9월부터 일반인을 대상으로 운영에 들어갔으며, 매년 10만명에 달하는 관람객이 이용할 정도로 인기를 끌었다.
하지만 엑스포과학공원의 관객수 저조로 방치되기에 이르면서 과학공원 재창조사업을 추진하는 과정에서, 기초과학연구원 본원 부지에 해당되는 구간인 사이언스 아치 - 엑스포과학공원역 구간 555m를 철거, 엑스포과학공원역은 폐역 처리하였다. 이후 자기부상열차는 엑스포과학공원으로 들어오지 못하고 중앙과학관 - 대덕대교 앞 450m 구간만 하루 7회 왕복 운행하는 방식으로 운영되고 있다.